# Efterbild

Fäst blicken mitt i det svarta fältet och fokusera där under minst 20 sekunder. Flytta sedan blicken till ett vitt papper. Efter några sekunder framträder en italiensk flagga.

Efterbild är en synupplevelse som finns kvar även sedan det stimulus som orsakat upplevelsen har försvunnit. Efterbilder kan vara positiva eller negativa. Ett tydligt exempel på positiv efterbild är den ljusfläck som man kan se efter att ha fått en fotoblixt i ögonen.
En negativ efterbild uppstår om man intensivt fokuserar på en bild under 20 sekunder eller mer och sedan flyttar blicken till en vit yta. Då framträder en bild som kan beskrivas som inverterad: Det som är svart i ursprungsbilden blir vitt och tvärtom, och ursprungsbildens kulörtoner ersätts i efterbilden av sina komplementfärger. Efterbilden ser dessutom ut att vara självlysande - enligt David Katz klassificering av färgers uppträdandeformer (modes of appearance) består den av lysfärger.
Hur efterbilderna uppstår är inte helt klarlagt. Man antar att de till stor del beror på att receptorerna i näthinnan blir utmattade när de utsätts för statisk stimulering utan den rörelse i ögat som är det normala. Dessutom har det visats att mer centrala delar av det visuella systemet medverkar vid skapandet av efterbilder.
Efterbilderna är en specialfall av sensoriska eftereffekter som även kan gälla andra sinnen, till exempel känseln eller hörseln.